# Litoria umbonata
Litoria umbonata är en groddjursart som beskrevs av Tyler och Davies 1983. Litoria umbonata ingår i släktet Litoria och familjen lövgrodor. IUCN kategoriserar arten globalt som otillräckligt studerad. Inga underarter finns listade i Catalogue of Life.